# Вьюхино
Вьюхино (Санаторий Вьюхино) — посёлок в Сысертском районе Свердловской области России. Входит в Сысертский муниципальный округ.

## География
Вьюхино расположено в лесной местности, на левом берегу Бобровского пруда, созданного на реке Исети, выше большого посёлка Бобровского. Посёлок находится к юго-востоку от Екатеринбурга, в 24 километрах к северо-востоку от города Сысерти (в 28 километрах по автодороге) и в 2 километрах к северу от посёлка Бобровского.

## История
В 1930-х годах во Вьюхине находился дом отдыха Пермской железной дороги, предназначенный для её руководства. До 1963 года название Вьюхино имела ближайшая железнодорожная станция Арамиль.
Нынешняя граница посёлка была установлена 25 октября 2007 года.

## Инфраструктура
Вьюхино — санаторный посёлок. Здесь расположен санаторий «Вьюхино». В посёлке работают клуб, фельдшерский пункт и магазин.

## Население
| 2002 | 2010 | 2021 |
| ---- | ---- | ---- |
| 61   | ↗162 | ↘69  |